# Boehmeria excelsa
Boehmeria excelsa là loài thực vật có hoa trong họ Tầm ma. Loài này được (Bertero ex Steud.) Wedd. mô tả khoa học đầu tiên năm 1854.